# Лазо (Лазовский район)
В Дальнереченском городском округе Приморья тоже есть село и станция Лазо
Лазо́ — село, административный центр Лазовского района Приморского края.

## География
Расположено на юго-востоке края у слияния рек Лазовка, Киевка и Пасечная.
Расстояние от Владивостока по прямой — 160 км, по автодороге — 230 км (через Находку — 324 км).
С посёлком Преображение село соединяет автомобильная трасса Р448.

## История
Село было основано в 1907 году переселенцами из Брянской и Черниговской областей и названо Мономахова Слободка.
В 1933 переименовано в село Вангоу.
26 августа 1949 года Указом Президиума Верховного Совета РСФСР село получило своё современное название — Лазо, в честь Сергея Лазо, революционера, участника Гражданской войны на стороне большевиков. Одновременно в село перенесён центр Соколовского района Приморского края с переименованием его в Лазовский район.

## Климат
В Лазо умеренный муссонный, с сухой морозной зимой и влажным жарким летом. Снежный покров слабый. Зимой преобладают континентальные ветры, летом морские.
Всемирная метеорологическая организация приняла решение о необходимости расчёта двух климатических норм (при условии наличия данных): климатологической стандартной и опорной. Климатологическая стандартная норма обновляется каждые десять лет, опорная норма охватывает период с 1961 г. по 1990 г..
| Показатель              | Янв.  | Фев. | Март | Апр. | Май  | Июнь | Июль | Авг. | Сен. | Окт. | Нояб. | Дек.  | Год |
| ----------------------- | ----- | ---- | ---- | ---- | ---- | ---- | ---- | ---- | ---- | ---- | ----- | ----- | --- |
| Средняя температура, °C | −12,2 | −9,1 | −2,3 | 5,3  | 11,6 | 15,9 | 19,7 | 20,0 | 14,4 | 6,9  | −2,4  | −10,6 | 4,8 |
| Норма осадков, мм       | 12    | 12   | 26   | 40   | 71   | 82   | 116  | 141  | 101  | 58   | 42    | 24    | 725 |
| Источник: .             |       |      |      |      |      |      |      |      |      |      |       |       |     |

## Население
| 1915  | 1926  | 1959  | 1970  | 1979  | 1989  | 2002  |
| ----- | ----- | ----- | ----- | ----- | ----- | ----- |
| 447   | ↗566  | ↗1482 | ↗2020 | ↗3105 | ↗3864 | ↘3638 |
| 2007  | 2008  | 2010  | 2021  |       |       |       |
| ↗3657 | ↗3665 | ↘3434 | ↘2964 |       |       |       |

## Лазовский заповедник
В селе Лазо находится администрация Лазовского заповедника.

## Национальный парк «Зов тигра»
2 июля 2007 года был создан национальный парк «Зов Тигра», администрация которого находится по адресу: село Лазо, ул. Ленинская 23.

## Центральная районная больница с. Лазо
В селе Лазо находится центральная районная больница, основанная в 1950 году.